# Kathedralbasilika Unserer Lieben Frau

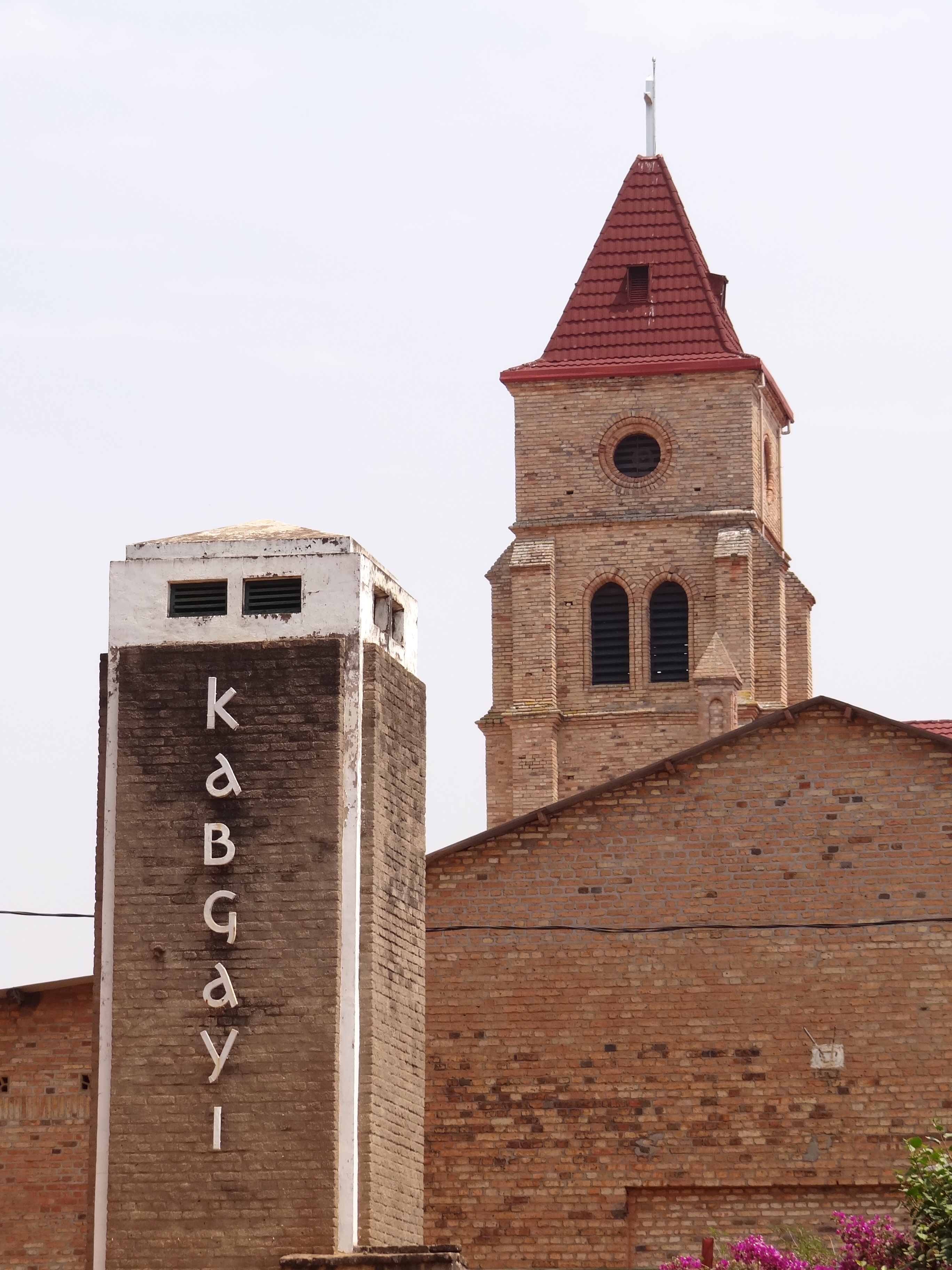
Kathedrale mit Völkermorddenkmal

Die Kathedralbasilika Unserer Lieben Frau (engl. Cathedral Basilica of Our Lady, franz. Basilique-Cathédrale Notre-Dame) liegt im Zentrum Ruandas und ist der Bischofssitz des Bistums Kabgayi. Sie ist der Unbefleckten Empfängnis gewidmet und trägt den Titel einer Basilica minor.

## Geschichte und Beschreibung

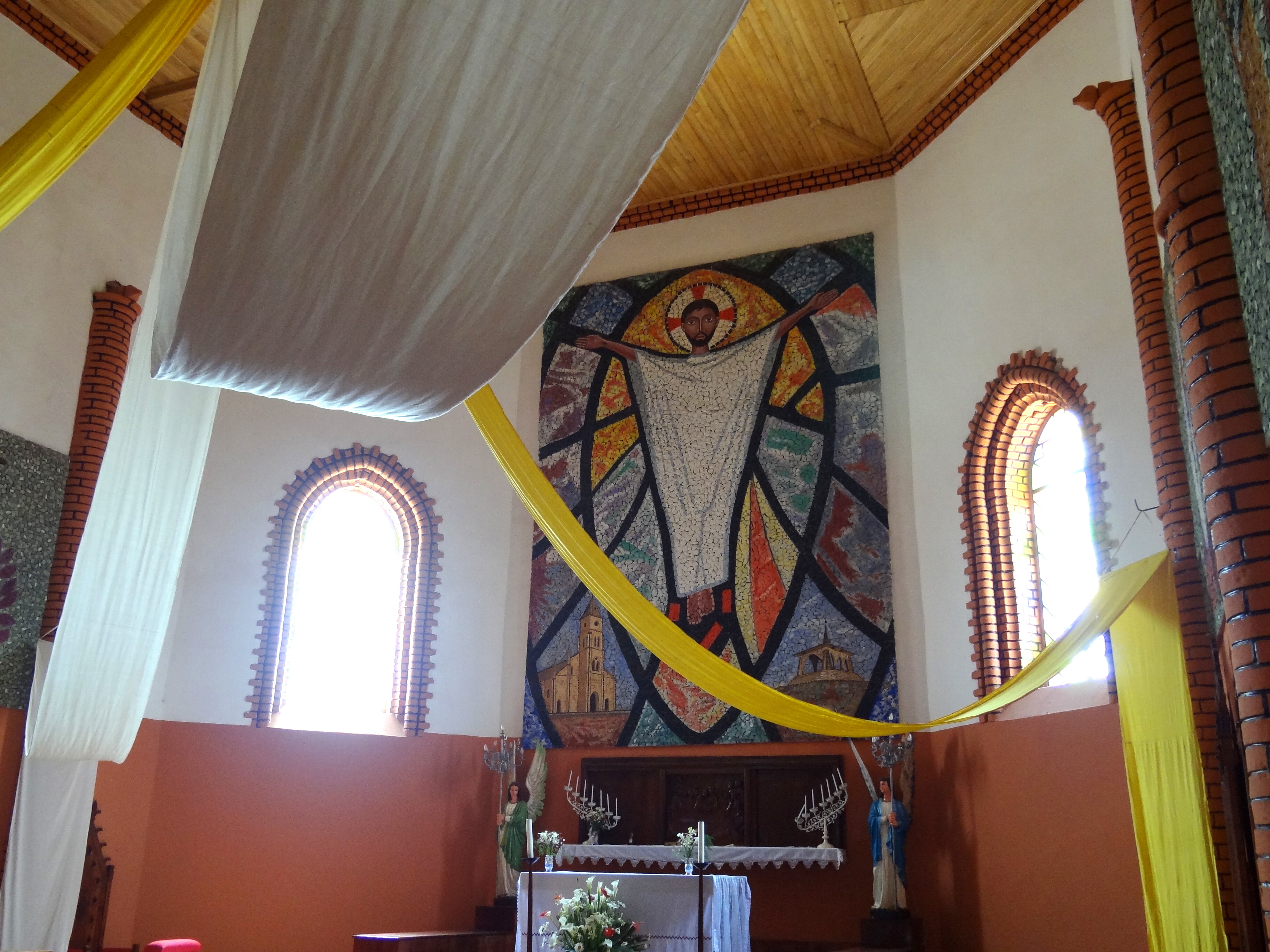
Altarraum mit Mosaik

Die Weißen Väter errichteten 1905 in Kabgayi südlich von Gitarama die erste Mission in Ruanda, damals ein Teil der deutschen Kolonie Deutsch-Ostafrika. In dem nach dem Ersten Weltkrieg belgischen Schutzgebiet Ruanda-Urundi wurde die heutige Kirche Anfang der 1920er Jahre in Form einer Basilika aus rotem Mauerziegeln errichtet und ist damit die älteste Kathedrale in Ruanda. Nach Errichtung des Apostolische Vikariats Ruanda am 25. April 1922 wurde die Kirche im April 1923 von Bischof Léon-Paul Classe geweiht, der auch hier begraben ist. Die Zeremonie wurde von den Kolonialbehörden und König Yuhi V. Musinga zusammen mit einer großen Anzahl von Einwohnern unter Beteiligung der Schulen und der Mission vollzogen. Die Gemeinde Kabgayi umfasste dreißigtausend Katholiken. Mit Errichtung des Erzbistums Kabgayi wurde die Kirche 1959 zur Kathedrale erhoben. Das Kiwusee-Erdbeben 2008 verursachte einen Einsturz des Daches.
Die Seiten der Apsis wurden mit Fresken zum Leben Jesu bemalt, an denen die Malerin Yvette Alde beteiligt war. Hinter dem Altar befindet sich ein großes Mosaik mit Christus in Herrlichkeit in einer Mandorla. Die Gänge der Kathedrale sind mit Mosaiken verziert, die die Kreuzwegstationen darstellen.
Papst Johannes Paul II. besuchte die Kathedrale am 8. September 1990 und erhob sie am 22. Oktober 1992 in den Rang einer Basilica minor.
Neben dem Dom steht ein Denkmal für den Völkermord in Ruanda 1994. Zehntausende Bewohner des Umlandes waren auf das Gelände der Kathedrale geflohen, viele starben dort an Erschöpfung und Hunger, 64.000 sollen hier ermordet worden sein, mindestens 6000 wurden hier in Massengräbern verscharrt. Kabgayi ist das Zentrum eines Versöhnungsprogramms für die Jugend, betrieben durch das US-amerikanische Katholische Hilfswerk CRS. 
An die Kathedrale angeschlossen ist neben Ausbildungsstätten und einem Krankenhaus ein landeskundliches Museum, das einen Überblick über die ruandische Kultur und traditionelle Gebrauchsgegenstände von Kleidung über Körbe und Musikinstrumente bis zu Waffen gibt.